# Észak-magyarországi hadjárat (1703)
Az észak-magyarországi hadjárat a Rákóczi-szabadságharc második hadművelet-sorozata volt, mely során a kurucok a Tiszától a Dunáig terjedő felvidéki területeket foglalták el. A hadjárat kezdetét az első kuruc csapatoknak a Tisza jobb partjára való átkelése (1703. augusztus 20.), végét pedig a tokaji vár elfoglalása (1704. január 6.) jelöli ki. A hadjáratban Rákóczi Szatmár, majd Tokaj ostromának irányítása miatt személyesen nem vett részt, így annak vezetését kezdetben Ocskay László, később Bercsényi Miklós és Károlyi Sándor látták el.

## Előzmények

II. Rákóczi Ferenc

Rákóczi Habsburg-ellenes szervezkedését az segítette elő, hogy a spanyol örökösödési háború miatt a császári hadsereg jelentős részét Magyarországról kivonva a nyugati hadszíntereken vetették be. A vezérük érkezésére váró fellázadt jobbágyok már a szabadságharc kitörése előtt, 1703 júniusában vereséget szenvedtek Károlyi Sándor szatmári főispántól a dolhai csatában. A júliusban Magyarországra érkező Rákóczi mégis sikeresen bontakoztatta ki a felkelést. Habár Munkács megszállása kudarcot vallott, a tiszabecsi csatában a kurucok át tudtak kelni a Tisztán, majd rövid idő alatt uralmuk alá került a Tiszántúl jelentős része. Itt még zajlottak a harcok, amikor az első kuruc portyázók már megjelentek a Tisza jobb partján, majd rövidesen a Felvidéken is.

## Erőviszonyok

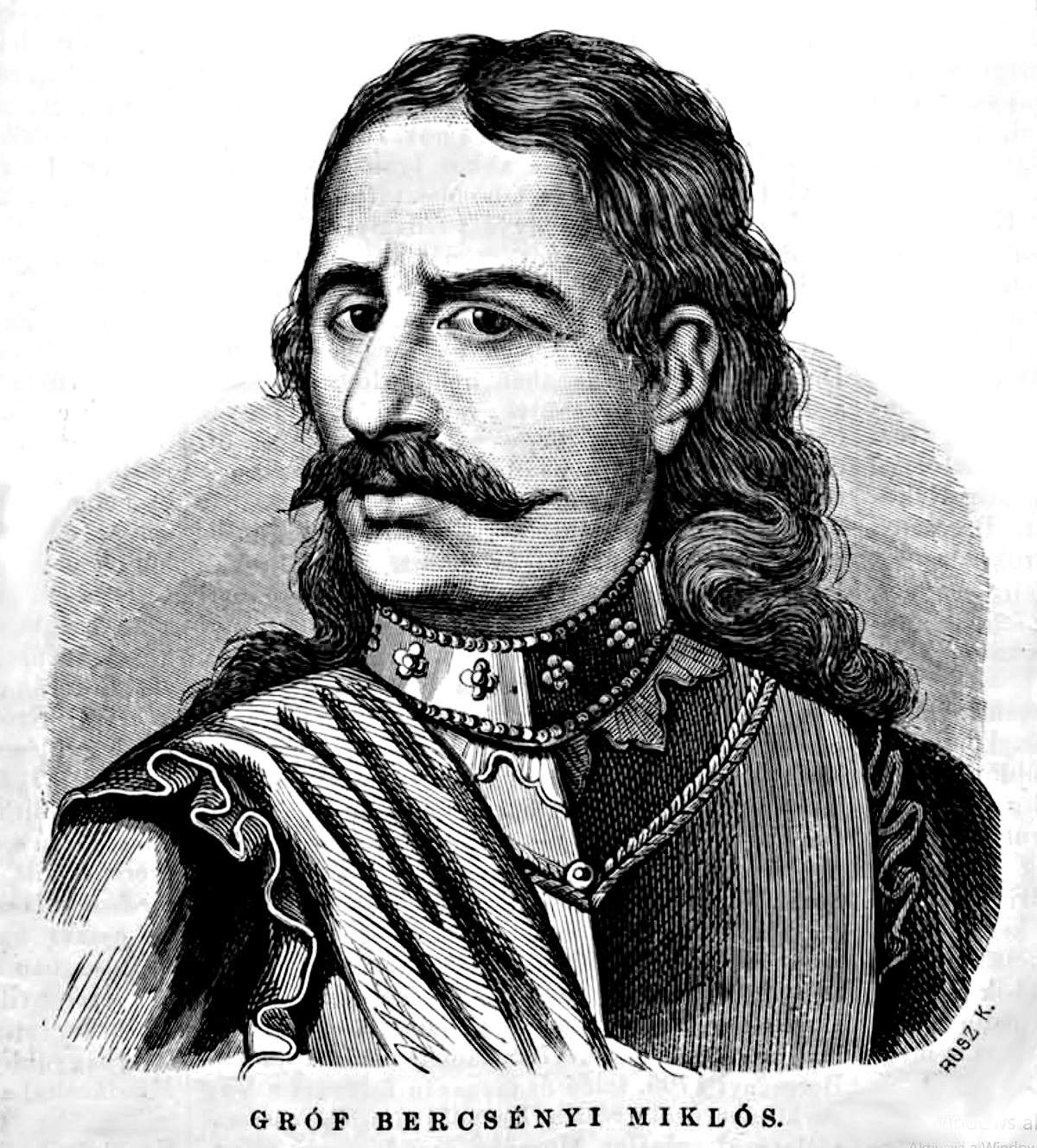
Bercsényi Miklós (Rusz Károly metszete)

A hadjárat kezdetén Ocskay néhány ezer lovassal kelt át a Tiszán. A Bercsényi irányítása alatt álló kuruc erők létszáma októberre meghaladta a 10.000 főt, november végére pedig, Károlyi megérkezésével elérte a 20.000-et. A Pozsony közelében állomásozó fősereg létszáma januárban 25.000 fő körül lehetett. A hadseregre a könnyűlovasság túlsúlya és a képzett katonák és tisztek hiánya volt jellemző. Ostromeszközökkel alig rendelkeztek, így a várakat megegyezéssel vagy rajtaütéssel tudták bevenni. Kis létszámú, jól felszerelt őrség hosszú ideig ellenállhatott egy ostromnak.
A hadszíntéren október közepéig nem volt jelentős császári hadsereg. A kurucok gyors előrenyomulását az tette lehetővé, hogy a megyei nemesség csatlakozása után a helyi császári erők a jól megerősített várakba vonultak vissza. Október közepén Pozsony környékén gróf Leopold Schlick parancsnoksága alatt 3600 gyalogos (a Nehem-, a Deutschmeister-, a Hasslingen-, a Virmond-, a Kriechbaum- és a Jung Daun gyalogezredek egyes századai, Guethe mezredes szabadszázada és egy dán zászlóalj), 1600 dragonyos (a Schlick- és a La Tour-dragonyosezredek), 12 ágyú, valamint kb. 2000 osztrák és morva népfelkelő állt. Hozzájuk csatlakozott még 2000 labanc magyar nemes is. Székesfehérváron jártak ekkor az ide rendelt szerb határőrök (akik végül nem avatkoztak bele az itteni harcokba). Schlick támogatására Adam Georg Ritschan vezetésével novemberben újabb 2000 katona érkezett. A császári hadsereg jól felszerelt és jól képzett katonákkal, megfelelő ellátmánnyal és gyakorlott tisztekkel rendelkezett.

## Haditervek

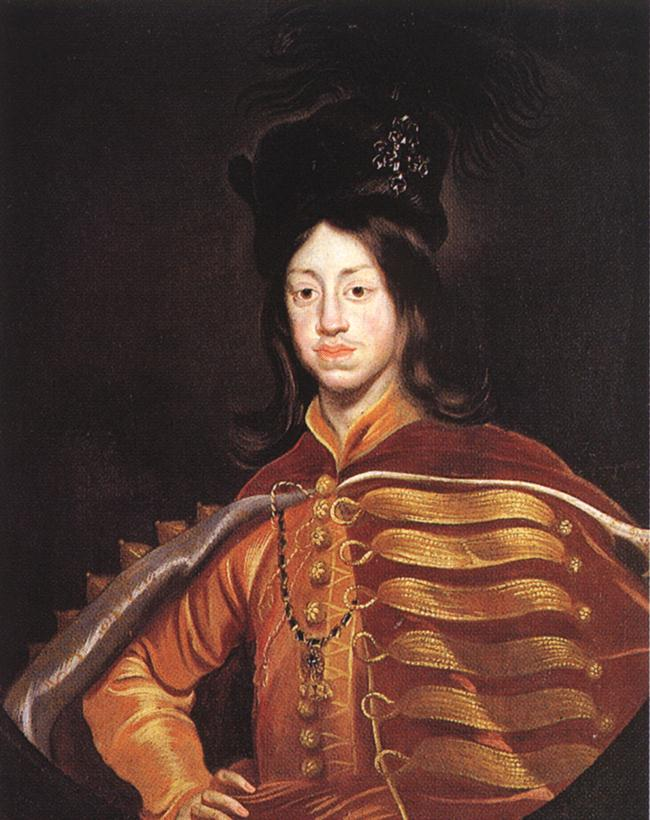
I. Lipót császár és király (1657-1705) (ismeretlen festő)

Rákóczi haditerve a tiszántúli hadjárathoz képest nem változott. A Felvidék gyors elfoglalásával Pozsony és Bécs megközelítése volt a célja. Így nagyobb fenyegetést jelenthet a császárra, főleg ha portyái osztrák és morva területeket is érintenek. Hosszabb távon pedig célja a Duna mentén előrenyomuló francia-bajor sereggel való egyesülés, esetleg Bécs közös ostroma volt.
A császári kormányzat Rákóczi mozgalmának erejét kezdetben lebecsülte, majd amikor annak valódi veszélyeire ráébredt, a spanyol örökösödési háború eseményei miatt nem tudott elegendő katonát a magyarországi hadszíntérre átcsoportosítani. A tervekben az szerepelt, hogy a keleti területek felett Glöckelsberg tábornok veszi át az irányítást, az Ausztriához közelebb eső részeken pedig a bajor frontról, Passauból átirányított gróf Leopold Schlick lovassági tábornok állítja meg a kuruc előrenyomulást. A megyék nemesi felkelőinek segítségével a bányavárosok visszafoglalását tervezték. Az erősítések beérkezéséig pedig a Vág vonalát gróf Forgách Simon, a Duna vonalát pedig gróf Koháry István tábornokok és Kyba ezredes szerb határőrei tartják (utóbbi csapatait eddigre már szét is verték a kurucok, vezérük pedig életét vesztette). Lipót császár adóelengedéssel és közkegyelem hirdetésével próbálta a nemességet hűségén tartani. A lázadók megöléséért pedig azok birtokának felét ajánlotta fel. Ezen túl Rákóczi és Bercsényi fejére 10 000 forint vérdíjat tűzött ki.

## A hadjárat eseményei

### Az első portyák
Az első kuruc csapatok 1703. augusztus 20-án Tiszacsegénél keltek át a Tiszán, majd Borbély Balázs Heves, Ocskay László lovasai pedig Borsod vármegyébe törtek be. A kis létszámú csapatokhoz a helyi parasztság, majd egyre nagyobb számban a nemesség is csatlakozott, így létszámuk folyamatosan nőtt. Ocskayhoz Ónod környékén csatlakozott Szikszai János néhány száz emberrel, majd elfoglalták Szendrő várát. Fáy István is csatlakozott a felkelőkhöz, az ő egysége Murány várát kezdte ostromolni. Átállt a Krasznahorkát birtokló Andrássy György báró, Osgyánban Garamszegi Ghéczy Zsigmond, Ajnácskőn pedig Rákóczi volt bécsújhelyi fogolytársa, Vay Ádám. Ghéczy Zsigmond elfoglalta Divény és Végles várát, majd megkezdte a Rákóczinak ellenálló nógrádi nemesek által megszállt vár, Gács körülzárását. Közben Rimaszombat, Fülek és Losonc védői is Rákóczi oldalára álltak. Onodi János megszerezte Hatvant, majd a Gyöngyöst elfoglaló és Egert körülzáró Borbély Balázzsal egyesülve Szolnok felé indult. A jól kiépített várat az ír származású Harry Walthers irányítása alatt 100 német muskétás és egy csapat hajdú védte. Borbélyék szeptember 10-én kezdték ostromolni és 21-én foglalták el, majd az őrséget a kapitánnyal együtt lemészárolták. A kurucok zsákmánya lett 14 ágyú és néhány száz fegyver.
Ocskay ezalatt elfoglalta Szécsényt, majd szeptember 14-én Füleki Szőcs Jánossal és Bertóthy Zsigmonddal együtt megszerezte Korponát, majd másnap Bozókot. Ezután a Balassa család is Rákóczinak fogadott hűséget, átadva Kékkő várát. Az itteni ágyúkat Ocskay magával vitte Léva ostromához. Rövid ostrom után 3-4000 emberével a várat másnap, szeptember 17-én csellel el is foglalta. Ez a város lett Ocskay hadműveleti bázisa, ahonnan a bányavárosok és a meghódított terület még el nem foglalt várainak ostromát, valamint a nyugatabbi területekre induló portyákat irányította.
Ennek keretében Selmecbányát Ocskay már szeptember 13-án megadásra szólította fel, ám a város 800 bányászból és 500 polgárból álló őrségével ellenállt. 14-én 800 kuruc érkezett a város alá, mire a selmeciek megadták magukat. A környék többi erőssége rövidebb-hosszabb ideig próbált ellenállni, legerősebben az október 29-ig kitartó Csábrág védekezett.

### A Felvidék keleti és északi része
A felső-magyarországi császári csapatok vezére, Octavio Nigrelli a kurucok közeledésének hatására a Montecuccoli parancsnoksága alatt álló vérteseket Tokajról Kassára rendelte. A vértesek Kassa előtt összecsaptak Buday István kuruc egységeivel, akik legyőzték a császári nehézlovasságot. A már súlyos beteg Nigrelli szeptember 23-án hunyt el, a parancsnokságot Veterani és Montecuccoli vették át. Erejükből azonban csak Kassa és Eperjes védelmére futotta, így a kurucok gyorsan elözönlötték az északkeleti vármegyéket. Luby György ostromszerek nélkül megrohanta Eperjest, amit báró Vilson császári ezredes védett 710 emberével. A császáriak visszaverték a támadást. Az Abaúj, Torna, Szepes, Sáros, Liptó, Turóc, Árva és Trencsén vármegyékben lévő kisebb várakat viszont mind elfoglalták Rákóczi csapatai, kivéve az erős őrséggel ellátott trencséni várat. Ezt, valamint Eperjest és Kassát ostromeszközök hiányában körülzárták a kurucok. 
November folyamán Rákóczihoz pártoltak a kurucok által már egy ideje szintén körülzárt Bártfa, Késmárk és Lőcse is. A német katonasággal védett Szepesváralja parancsnokát a várúr, gróf Csáky Mihály egyik szolgája sebesítette meg, mire a katonák pár nap múlva megadták magukat.

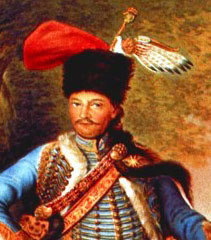
Gróf Károlyi Sándor

A Tisza-vidék legfontosabb várát, Tokajt Bercsényi zárta körül. Itteni táborában jelentkezett Rákóczi szolgálatára október 9-én Károlyi Sándor szatmári főispán, aki Dolhánál még legyőzte a Rákóczi zászlaja alatt gyülekező jobbágyokat, ám eddigre a bécsi udvari körökből kiábrándulva a kurucok mellé álltm ajd 16-án Rákóczi mezei generálissá nevezte ki.

### Schlick ellentámadása
Az időközben Pozsonynál gyülekező császári seregek (kb. 5200 fő) gróf Leopold Schlick vezetésével október 25-én indultak kelet felé. Útközben csatlakozott hozzájuk gróf Forgách Simon 2000 magyar nemesi felkelőjével. Schlick október 31-én a bányavárosok helyett Ocskay székhelye, Léva felé fordult, a Macskarévnél átkelt a Garamon, majd 10 óra körül a Perec patak hídjánál a Forgách vezette elővéd Ocskay kurucaival találkozott. A kurucok visszaverték a labancokat, ám az időközben beérkező császári lovasok ellentámadását már nem tudták megállítani. Ocskay a Lévától északra fekvő magaslatokon (Kálvária-hegy) állította fel csapatai legnagyobb részét, kb. 2000 lovast. Vele szemben Schlick bal szárnya foglalt állást. A La Tour vértes- és a Schlick gyalogosezred a város felé nyomult előre, s hosszú, kemény harc után a lóról leszállt dragonyosok már a városba is bejutottak. A délutáni erősítéseket a kurucok már nem tudták távol tartani, így a várost feladták és a várba vonultak vissza. Schlick ekkor a Kálvária-hegyen lévő kurucok felé fordult, ám addigra Ocskay csapatai már elvonultak Bakabánya felé. Az így elfoglalt magaslatról Schlick tüzérsége lőni kezdte a várat, ugyanakkor a kapitánnyal tárgyalni kezdett a megadásról. Miután a várban lévő kurucok tudomására jutott Ocskay távozása, feltétel nélkül megadták magukat. A császáriak fogságába került 900 katona, zsákmányoltak 10 nehéz és 2 könnyű ágyút. A császáriak vesztesége nem volt jelentős, a kurucok a harcokban kb. 1000 embert vesztettek.

### Bercsényi hadjárata
Rákóczi a hosszú ideje eredménytelenül ostromolt Szatmár várát októberben Sennyey Istvánra bízta, majd október 16-án a Tiszán Tokajnál átkelve csatlakozott az itteni ostromot irányító Bercsényi Miklóshoz. Itt állapodtak meg abban, hogy Bercsényi a sereg nagyobbik részével Schlick ellen Lévára indul, hogy Ocskayt a hadműveletek folytatására rábírja. A sereg kisebb részével pedig Rákóczi folytatja a tokaji vár körülzárását. Bercsényinek útközben Egert is el kellett foglalnia. Október végén körül is zárta a várost, mely 31-én, az első roham hatására megadta magát. A várat azonban Dinzerdorf alezredes megtartotta. Bercsényi rávette Thelekessy István egri püspököt, hogy Rákóczihoz csatlakozzon, majd hozzálátott a vár elfoglalásához. Ocskay lévai vereségéről és Schlick további előrenyomulásáról hallva azonban november 6-án tovább indult a bányavárosok felé az egri ostromot Borbély Balázsra és Ilosvay Imrére bízva. Mintegy 9000 emberét azonban még a Kecskemét környéki szerbek megfékezésére kirendelt Károlyi Sándor egységeivel is kiegészítette, aki november 12-én, Losoncon csatlakozott hozzá. Seregük létszáma ekkor mintegy 20.000 fő lehetett. Amint megérkeztek Zólyom vármegyébe érve a megye alispánra, Szandai Sréter János is hűséget fogadott Rákóczinak.
Ezalatt Pozsonynál újabb császári erősítések gyűltek össze, báró Adam Georg Ritschan parancsnoksága alatt 2000 katona állt készen, hogy november 7-én a Lévát időközben már elhagyó Schlick csapataival egyesüljenek.

### A zólyomi csata

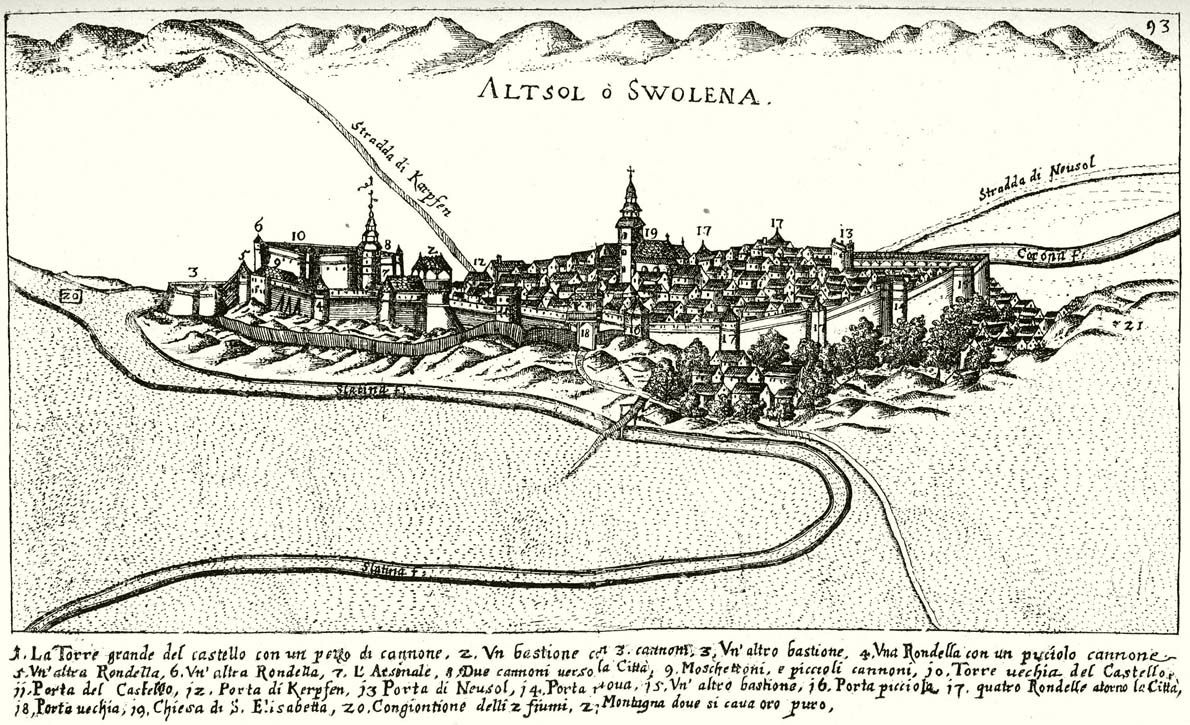
Zólyom látképe (16-17. századi metszet)

Schlick hadereje Léváról a bányavárosok felé vonult. Korpona gyorsan megadta magát, Selmecbánya pedig Kovács János vezetésével még segédcsapatokat is kiállított a császári hadvezérnek. Schlick seregeit itt két részre osztotta, ő Körmöcbányát foglalta el (ami után Csábrág vára is a császáriakhoz állt), Forgách Simont pedig Zólyomon keresztül Besztercebánya ellen küldte. Bercsényi közeledésének hírére Schlick a Zólyomtól keletre fekvő Gyetvai-hágóhoz vonult, ám amikor a kurucok számáról híreket hallott, inkább feladta ezt a pozíciót és november 12-én ismét Zólyomra, majd Besztercebányára húzódott vissza. Zólyomban Forgách Simon seregét hagyta. November 15-én Forgách alvezéreivel, Esterházy Antal tábornokkal és Bottyán János ezredessel a várostól délre sorakoztatta fel egységeit. Bercsényi és Károlyi 15-20.000 fős serege is elhelyezkedett az összecsapáshoz, ám a harc előtt a seregek szétnyíltak, hogy utat adjanak a kurucok legvitézebb harcosát párbajra kihívó Bottyánnak. A török elleni harcokban fél szemére megvakult ("Vak Bottyán"), kb. 60 éves császári főtiszt ellenfeléül maga a 23 éves Ocskay László állt ki. Sem kopjával, sem karddal nem tudták egymást legyőzni, így a pisztolylövésekre került sor. A lövéstől Ocskay mellvértje behorpadt, orra és szája vérezni kezdett, ám visszalőtt. A golyó az ezredes gerincébe fúródott. Ezek után, délután 2-3 óra körül indult meg a két sereg összecsapása. A kurucok fegyelmezetlenségük ellenére visszaszorították Forgách egységeit, a harc a városban is folytatódott, de azt a császári seregek meg tudták tartani.

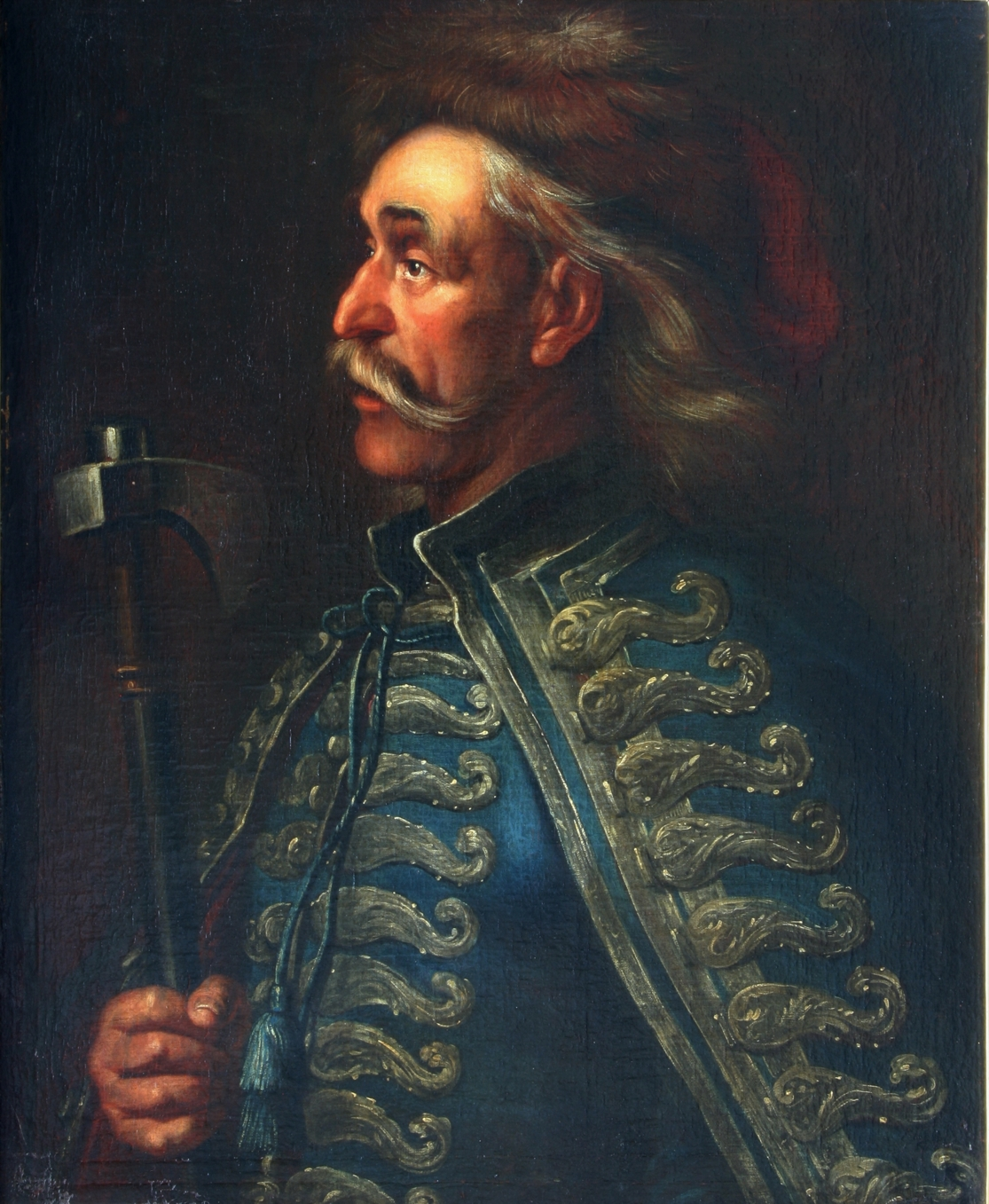
Bottyán János kuruc generális

Schlick a zólyomi kudarcról értesülve november 15-én Selmecbányára, majd Bajmócra vonult vissza, Forgáchot pedig arra utasította, hogy Zólyomban csak kis sereget hagyva a kuruc csapatokon áttörve csatlakozzon hozzá. Forgách serege 19-én éjjel tört ki a városból, ahol csak a sebesült Bottyánt, Geuthem alezredest és 250 katonát hagytak. Az osztrolukai szorosban azonban a kurucok visszavetették őket, a felszerelését hátrahagyó császáriak fegyelmezetlenül menekültek nyugat felé. Az őket üldöző Károlyi huszárjai Garamszentbenedek előtt az utóvéden is sikeresen rajtaütöttek. Végül Forgách maradék csapatai november 22-én, Privigyén tudtak Schlick főseregével egyesülni. Innen Schlick ismét Bajmócra, majd a Ritschannal való egyesülés reményében november 23-án Illavára hátrált.
Ugyanezen a napon foglalta el Bercsényi Zólyom városát, ám a vár bevétele nem sikerült, így Bottyánnal egyezkedve fegyverszünetet kötöttek. A vár körülzárását Bercsényi Zólyom és Nógrád megye felkelőire bízta Ebeczki Tamás, Radvánszky János, Bezegh Gábor és Tolvay Ferenc parancsnoksága alatt. Ő maga pedig Bajmócra vonult, melynek ostromát Czelder Orbán 1600 hajdúja és Okolicsányi Kristóf felkelői kezdték meg.
November második felében a bányavárosok ismét kuruc fennhatóság alá kerültek, Ocskay pedig visszafoglalta korábbi bázisát, Lévát. A Gács várát szeptember óta védő nógrádi nemesek Ráday Pált küldték követként Rákóczihoz, hogy megadásukat bejelentse. Ráday később Rákóczi titkára lett.

### Schlick visszavonulása
A Vág völgyében Winkler Vilmos portyái növelték a kurucok által ellenőrzött terület nagyságát. Az ő megállítására Ritschan Ottlyk Györgyöt bízta meg 10 Trencsén vármegyei felkelő század megszervezésével. Kiállítani csak 4 századot sikerült, velük Ritschan Zsolna felé vonult, majd Schliktől az egyesülésről utasítást kapva Rajec felé vette az irányt. Winklernek és a Turóc vármegyében portyázó Luby Györgynek pontos értesülései voltak Ritschan mozgásáról és erejéről (700 gyalogos, 160 lovas, 700 felkelő). Rajecnél a kurucok rajtuk ütöttek és szétverték őket. A morva felkelők szétszéledtek, a reguláris csapatok maradéka Illaván csatlakozott Schlick seregéhez. Schlick innen Lipótvárra, majd Pozsonyba vonult vissza. Ekkor a kurucok már nem üldözték, kb. 3000 rendezetlen emberével sikerült elérnie a fővárost. A császáriak már Pozsony kiürítésére is felkészültek, a Szent Koronát Bécsbe szállították, a Morva és a Lajta mentén pedig sáncokat alakítottak ki. Hozzáláttak Bécs külvárosainak megerősítéséhez is.

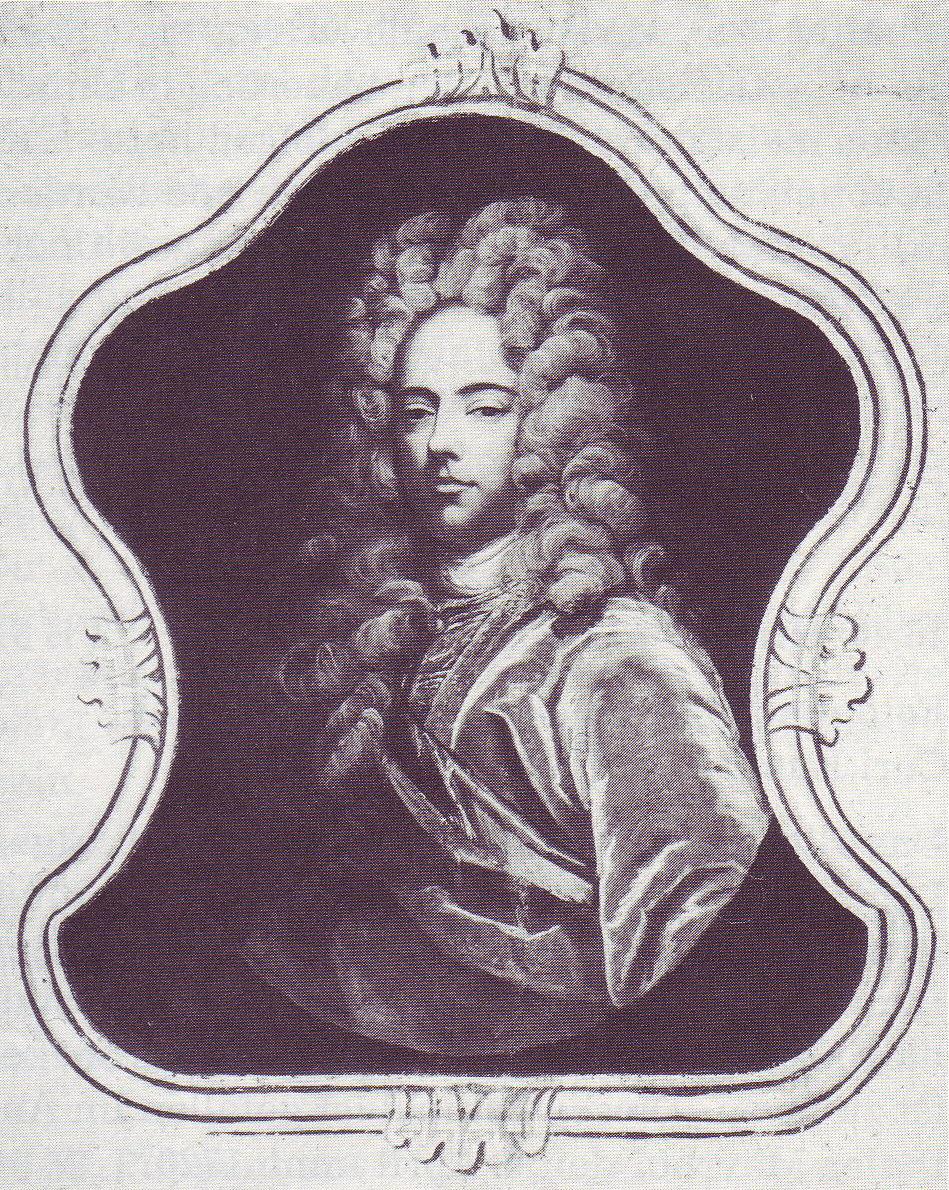
Savoyai Jenő 1700 körül

Schlick kudarcainak hatására a Haditanács elnöke, Savoyai Jenő Pozsonyba utazott, ahol december 18-án a magához rendelt tábornokot felmentette a szolgálat alól. Az itt gyülekező újabb császári csapatok élére pedig a franciák elleni hadszíntérről átirányított gróf Sigbert Heister táborszernagyot nevezte ki, aki ehhez tábornoki kinevezést is kapott. Savoyai eközben a békés megegyezés lehetőségét is kereste. Esterházy Pál nádor és Pálffy Miklós tárgyalásainak sikertelensége után azonban Savoyai maga látott hozzá a megvert császári csapatok újjászervezéséhez. A horvát bánná kinevezett gróf Pálffy Jánost pedig újabb csapatok szervezésével megbízva Csáktornyára küldte.

### Decemberi harcok
Károlyi Nagytapolcsányból december 1-jén Galgóc alá érkezett, amit rövid ostrom után el is foglalt. Ezután az Esterházy Antal által védett Semptére érkezett. A labancok nem vállalták az összecsapást, hanem folytattak visszavonulásukat, sőt Esterházy emberei közül 500-an át is álltak. Károlyi így 4-én Diószegre érkezett, miközben Bercsényi Pusztakürtön pihent meg. Itt tudta meg, hogy 5-én Árva, 7-én Zólyom adta meg magát a kurucoknak, akik így mindkét helyen jelentős zsákmányt (pl. ágyúkat) szereztek. Zólyom 250 védőjéből csak a két főtiszt (Bottyán és Guethem) és 30 katona élt a szabad elvonulás lehetőségével, a többiek a Rákóczihoz csatlakoztak. Zólyom elestének hírére az erősítésként érkező, Komárom felé tartó szerbek visszafordultak a Dunántúlra, Ebeczky István huszárezredes pedig Rákóczinak fogadott hűséget. Bottyán titokban szintén Rákóczi mellé állt, aki tábornoki kinevezést kapott és az egyelőre még meg nem hódított Dunántúl főgenerálisa lett. De az Ocskayval vívott párbajban szerzett sebesüléséből még fel nem gyógyult Bottyán ezt a kinevezést csak 1704 októberében váltotta be, ekkor állt nyíltan a kurucok mellé.
December 10-én Bercsényi átkelt a Vágon Semptére, Károlyi pedig Királyfalvára vonult. Ocskay és Bokros Pál portyázói már a morva határ menti településeket fosztogatták. Károlyi Pongrácz Gáspár 5000 tapasztalatlan felkelőjét Pozsony ellen küldte, ám őket Viard tábornok a Pozsony melletti Hóhér mezőn 1200 emberrel is könnyel szétverte. Az összecsapásban 300 kuruc halt meg, 50-en pedig fogságba estek. Az ezt követő napokat Bercsényi mintegy 20-25000 fős seregének megszervezésével, a kisebb várak megszerzésével és Schlick szétszórt egységeinek megsemmisítésével töltötte. Bár seregének létszáma talán elég lett volna egy jobban megtervezett Pozsony elleni támadásra vagy egy mélyebb ausztriai betörésre, egyikre sem került sor. Bercsényi ugyanis nem bízott képzetlen, rosszul felszerelt katonái harci teljesítményében. Így lépéseit a szintén kiváró császári hadműveletekhez igazította. December 17-én báró Andrássy Györgyöt a morva határhoz küldte portyázni 3000 emberrel. A kurucok azonban a jégzajlás miatt nem tudtak a Morva folyón átkelni, így visszatértek a semptei táborba.
Károlyi december 22-én induló portyája viszont sikeres volt. A Kis-Kárpátok meredek lejtőin átkelve 24-én hajnali 2 órakor lovasságával és lovakra, szekerekre ültetett gyalogságával átkelt a Morván és meglepte a sáncokat építő morva felkelőket és reguláris egységeket. 4 épülő sáncot lerombolt, számos foglyot ejtve, a felkelőket szétkergetve, Schlosshofot és Stomfát megsarcolva 25-én reggel ért vissza az üdvözlésére Szencre kivonuló Bercsényihez. Károlyi ezután 5000 emberrel átvonult a Csallóközbe, december 31-én Somorján ütött tábort. A Duna befagyására várt, hogy átkelhessen a Dunántúlra.
Ezalatt a körülzárt Trencsén őrsége a folyamatos szökések miatt 100 fő körüli létszámra apadt. Amikor december 25-én Sréter János kurucai körülzárták a várost a német zsoldosok gróf Illésházy Miklós vezetésével a várba vonultak vissza. A kurucok éjjeli támadásának hatására a várost védő Ottlyk György és 20 népfelkelője átállt. Winkler Vilmos csapatai pedig körülzárták a várat.

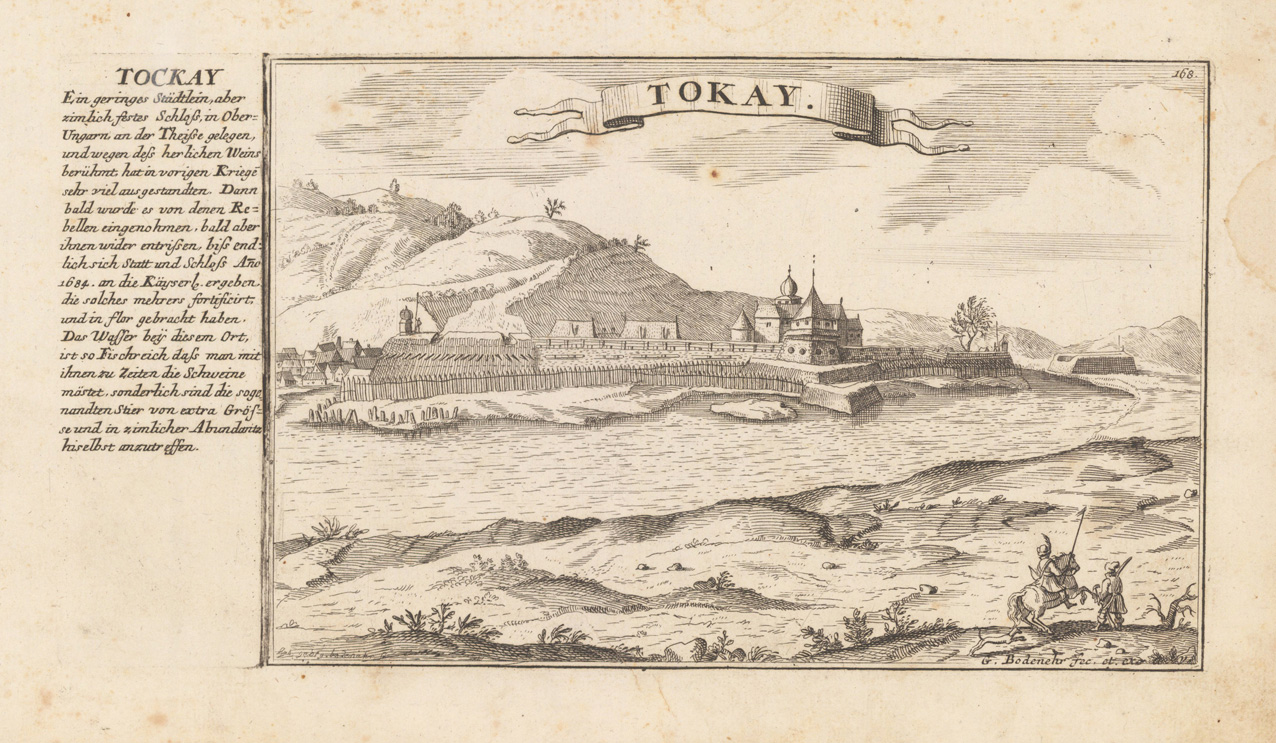
Tokaj vára Gabriel Bodenehr 1684-es ábrázolásán

Időközben keleten is jelentős változások történetek. Befagyott a Tisza és a Bodrog, így a Tokajt ostromló kurucok a várat minden oldalról támadhatták. Rákóczi terve szerint a valódi roham a Bodrogköz felől indul, míg a többi oldalon csak elterelő támadások lesznek. A csapatok azonban ezt az utasítást nem tartották be, minden oldalról heves rohamba kezdtek, de csakhamar visszavonulásra kényszerültek. A védők harci kedvét azonban annyira letörte ez a támadás, hogy amikor Rákóczi újabb rohammal fenyegetőzött, megkezdődtek a tárgyalások a vár átadásáról. Január 6-án az őrség szabad elvonulás fejében átadta a várat és felszerelését, egy tiszt és 60 katona pedig csatlakozott a kurucokhoz. 1704 elején a Felvidék keleti részén csak a körülzárt Kassa és Eperjes voltak császári kézen. Jelentős egységek szabadultak fel a tokaji ostrom befejezésével, Rákóczi pedig főhadiszállását Gyöngyösre tette, ahonnan Eger körülzárását irányította.

## Következmények
Az észak-magyarországi hadjárat során a kurucok rövid idő alatt megszerezték, majd az első császári ellentámadással szemben meg is tartották a Tiszától a Dunáig terjedő felvidéki területeket. Rákóczi formálódó állama így megduplázta területét, jelentős emberi és anyagi erőforrásokhoz fért hozzá (pl. bányavárosok) és közeli fenyegetést jelentett az osztrák és a morva határszélre. A nyugat-magyarországi területek birtoklásával megnőtt az esélye a szövetséges francia—bajor seregekkel való együttműködésnek, mely a szabadságharc katonai győzelmének alapfeltétele volt. Azok közeledtéig viszont még Pozsony és Bécs ostromára nem volt lehetőség, így a kurucok 1704 elején megkezdték a Dunántúl elfoglalását.